# Arcangelo Corelli
Arcangelo Corelli (n. 17 februarie 1653, Fusignano, Emilia-Romagna, Italia – d. 8 ianuarie 1713, Roma, Statele Papale) a fost un compozitor și violonist italian, considerat unul dintre cei mai de seamă violoniști ai generației sale.

## Biografie
Registrele de botez indică faptul că Corelli s-a născut pe 17 februarie 1653 în orașul Fusignano, parte a eparhiei Ferrara. Familia sa era proprietar de pământuri care trăia în Fusignano din 1506 (un membru al familiei Corelli s-a mutat aici de la Roma) și, deși erau prosperi, nu făceau parte din clasa nobilă, după cum au susținut unele biografii ale lui Corelli. Tatăl lui Corelli, de la care a preluat numele de Arcangelo, a decedat cu cinci săptămâni înainte de nașterea fiului său. Prin urmare Corelli a fost crescut de mama sa Santa împreună cu cei patru frați mai mari.
Informațiile despre viața lui Corelli sunt puține iar mare parte din viața sa este necunoscută. Conform poetului Giovanni Mario Crescimbeni, care l-ar fi cunoscut bine pe compozitor, Corelli a studiat muzica inițial sub îndrumarea unui preot din orașul învecinat Faenza și apoi la Lugo, înainte de a se muta la Bologna în 1666. Un centru cultural la vremea respectivă Bologna avea o școală prestigioasă de violoniști asociată cu Ercole Gaibara și elevii săi, Giovanni Benvenuti și Leonardo Brugnoli. Există informații conform cărora Corelli ar fi studiat cu maeștrii violoniști precum Benvenuti, Brugnoli, Bartolomeo Laurenti și Giovanni Battista Bassani. Deși acest fapt este plauzibil din punct de vedere istoric, informația rămâne neconfirmată, la fel ca și informația conform căreia contraltistul papal Matteo Simonelli l-ar fi învățat pe Corelli compoziție. O remarcă făcută de Corelli unuia dintre protectorii săi sugerează faptul că educația sa muzicală s-a bazat exclusiv pe vioară.
Cronicile Accademia Filarmonica din Bologna indică faptul că Corelli a fost acceptat ca membru în 1670 la vârsta excepțională de 17 ani, deși acest fapt este disputat. Deși titlul de Il Bolognese apare pe paginile de titlu a primelor compoziții tipărite ale lui Corelli (Opus 1-3), durata șederii sale în Bologna rămâne nesigură. Informațiile conform cărora Corelli ar fi călătorit în Franța, Germania și Spania rămân neconfirmate. S-a speculat și faptul că Corelli ar fi fost în Germania în serviciul lui Maximilian al II-lea Emanuel, Elector de Bavaria, posibil în 1681.
Deși nu se știe cu certitudine când a sosit Corelli la Roma, se știe că era activ în acest oraș în 1675 când "Arcangelo Bolognese" (după cum era cunoscut) a fost angajat ca violonist pentru oratoriile din biserica San Giovanni dei Fiorentini, precum și din biserica San Luigi dei Francesi. Deși Roma nu avea o orchestră permanentă care să ofere un loc de muncă stabil, Corelli a fost capabil să își asigure un venit interpretând într-o varietate de ansambluri sponsorizate de oameni avuți precum cardinalul Benedetto Pamphili.
În 1687 Corelli a condus festivalul muzical pentru regina Cristina a Suediei; de asemenea a fost un favorit al cardinalului Pietro Ottoboni, strănepot al cardinalului Pietro Ottoboni care în 1689 a devenit Papa Alexandru al VIII-lea. Din 1689 până în 1690 a fost la Modena unde Ducele de Modena a fost foarte generos cu el. În 1708 a revenit la Roma unde a trăit la palatul cardinalului Ottoboni. Vizita sa la Napoli, la invitația regelui, a avut loc în același an.

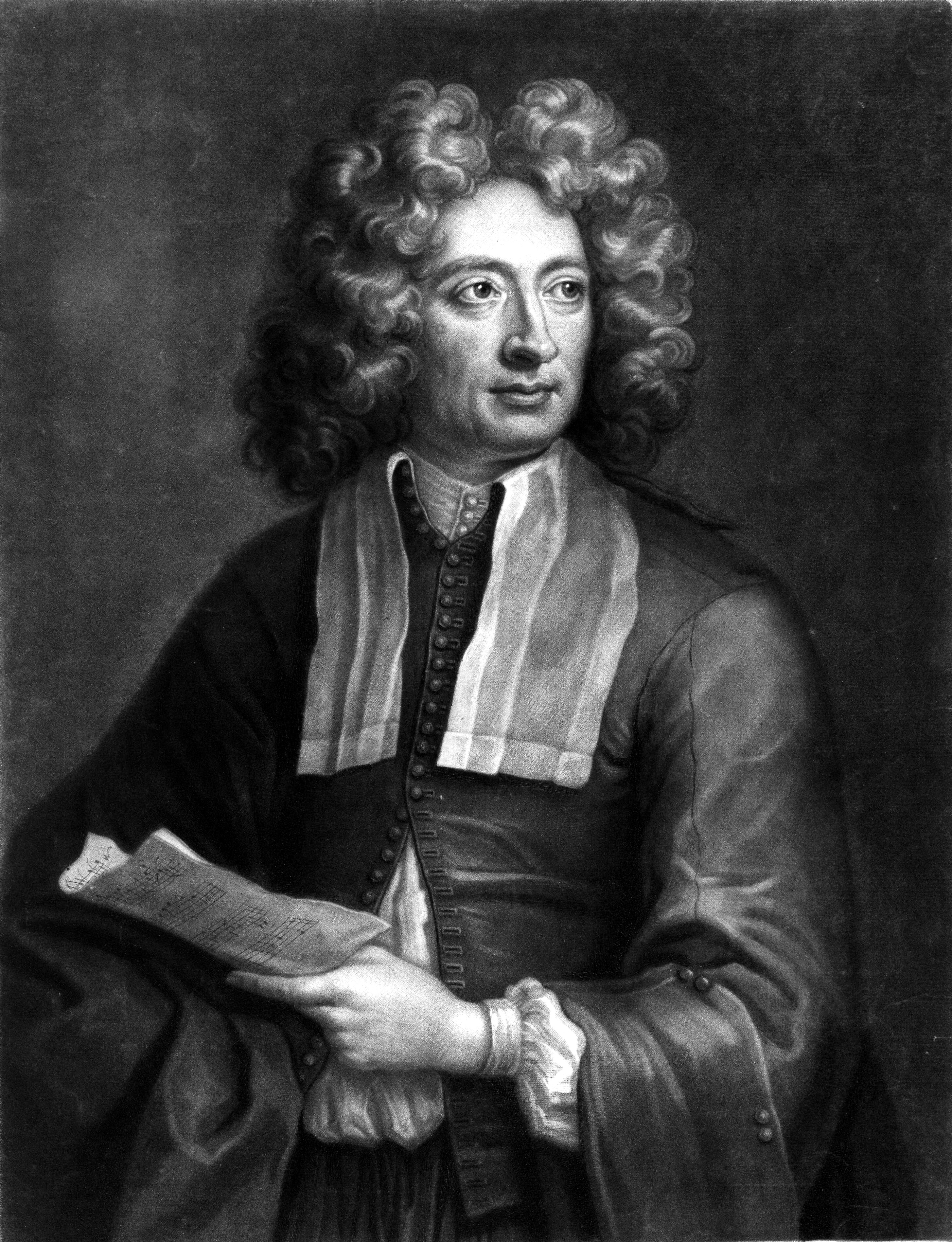
Arcangelo Corelli

Stilul de interpretare introdus de Corelli și păstrat de elevii săi, printre care Francesco Geminiani, Pietro Locatelli, Pietro Castrucci și Francesco Gasparini, printre alții, a avut o importanță vitală pentru interpretarea la vioară. Se spune că toți violoniștii italieni importanți din secolul XVIII-lea l-au avut pe Corelli ca model.
Totuși, Corelli utiliza doar un segment limitat al posibilităților instrumentului său. Acest aspect poate fi observat în compozițiile sale; părțile pentru vioară rareori depășesc nota Re pe coarda cea mai subțire, uneori ajungând la Mi pe a patra poziție a corzii celei mai subțiri. Se spune că Corelli a refuzat să interpreteze un pasaj care se ridica până la nota La din oratoriul Triumful Timpului și al Adevărului al lui Händel (care a avut premiera la Roma în 1708) și s-a simțit profund jignit când compozitorul (cu 32 de ani mai tânăr) a interpretat nota.
Indiferent de limitările sale ca violonist, compozițiile sale ocupă un loc important în dezvoltarea muzicii de cameră. Influențele sale nu se limitează doar în Italia; Johann Sebastian Bach a studiat lucrările lui Corelli iar fuga sa pentru orgă (BWV 579) a fost inspirată după lucrarea Opus 3 a lui Corelli din 1689. Colecția de Concerto Grosso Op. 6 a lui Händel este inspirată după propria colecție Concerto Grosso Op. 6 a lui Corelli.
Societatea muzicală a Romei îi este datoare lui Corelli. A fost primit de unele dintre cele mai mari cercuri ale aristocrației și pentru o lungă perioadă de timp a condus concertele de luni ale cardinalului Ottoboni.
Corelli a murit la Roma cu o avere de 120.000 de mărci și cu o colecție valoroasă de lucrări de artă și viori, singurele luxuri pe care și le-a permis. A lăsat toată averea prietenului său care a donat-o familiei lui Corelli. Este înmormântat la Panteonul din Roma. 

## Lucrări

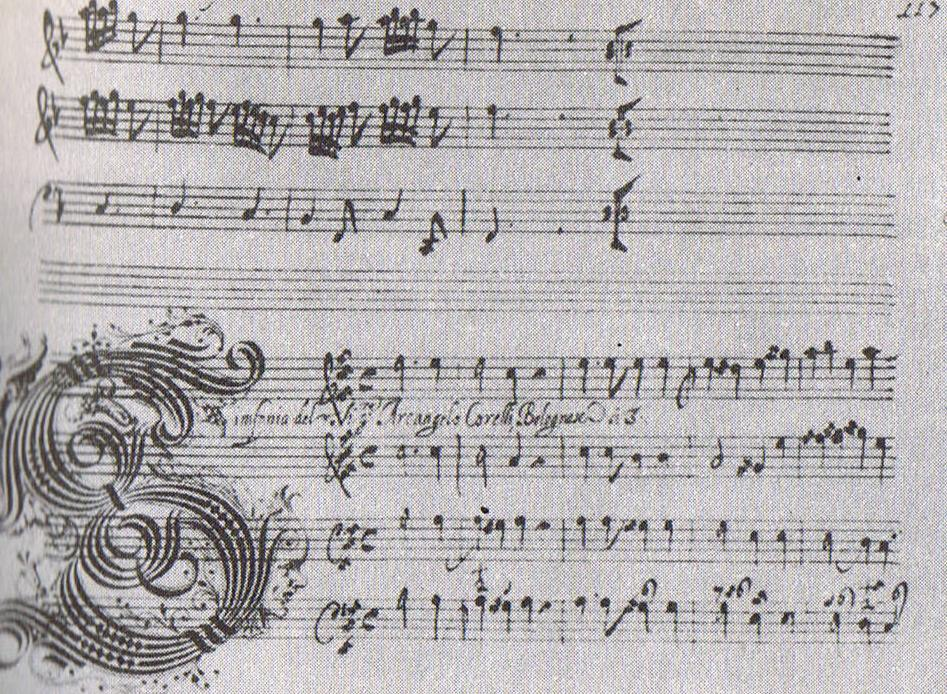
Sonate a tre cu manuscrisul lui Corelli

Corelli a compus 48 de sonate trio, 12 sonate pentru vioară și basso continuo și 12 concerti grossi.
Șase lucrări cu număr opus, publicate între 1888 și 1891, sunt oficial recunoscute ca fiind autentice, împreună cu alte câteva lucrări.
- Opus 1: 12 sonata da chiesa (sonate trio pentru două viori și continuo) (Roma, 1681)
- Opus 2: 12 sonata da camera (sonate trio pentru două viori și continuo) (Roma, 1685)
- Opus 3: 12 sonata da chiesa (sonate trio pentru două viori și continuo) (Roma, 1689)
- Opus 4: 12 sonata ca camera (sonate trio pentru două viori și continuo) (Roma, 1694)
- Opus 5: 12 Suonati a violino e violone o cimbalo (6 sonate da chiesa și 6 sonate da camera pentru vioară și continuo) (Roma, 1700)
- Opus 6: 12 concerti grossi (8 concerti da chiesa si 4 concerti da camera pentru 2 viori, violoncel, orchestră de coarde și continuo) (Amsterdam, 1714)
- Fără număr opus: Sinfonia în Re minor
- Fără număr opus: Sonata a Quattro (Rogers, Amsterdam, 1699)
- Fără număr opus: Sonata a Quattro (Rogers, Amsterdam, 1699, incomplet, dezbătut)
- Fără număr opus: Sonata a Quattro pentru trompetă, două viori și basso continuo
- Fără număr opus: 6 Sonate a tre (Amsterdam, 1714)